# Пікап

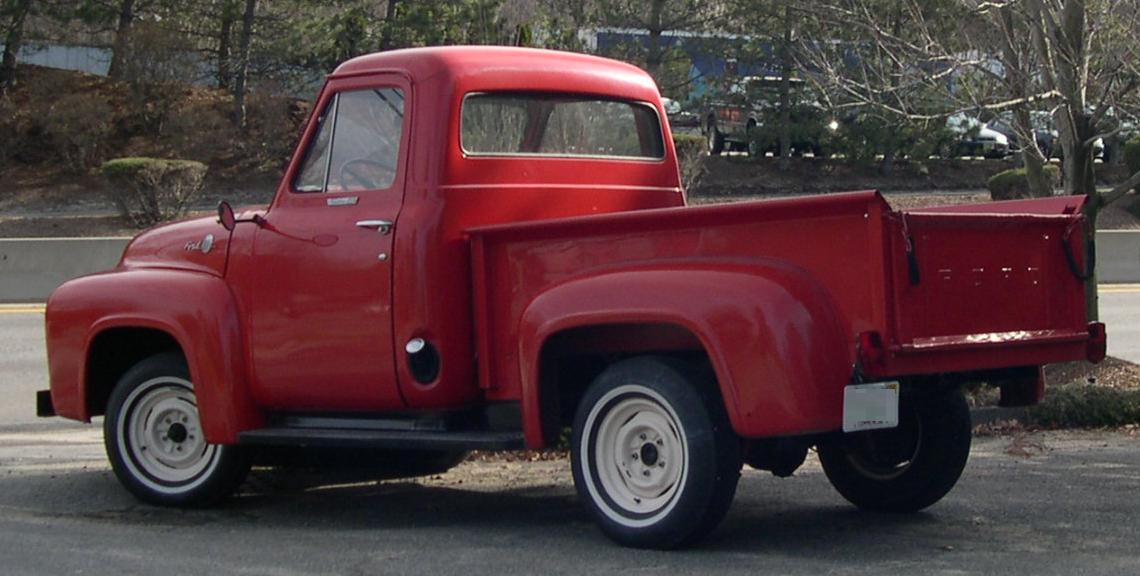
Пікап Ford F-100, модель з 1955 р.

Піка́п (від англ. pick up — підібрати, піднімати) — легкий комерційний автомобіль з відкритою вантажною платформою, який використовують для швидкого довозу на замовлення невеликих ящиків, деталей тощо, — з вантажністю до 1 м та повною масою до 4,54 м. Іноді є модифікацією легкового автомобіля або позашляховика існуючих зразків.

## Історія

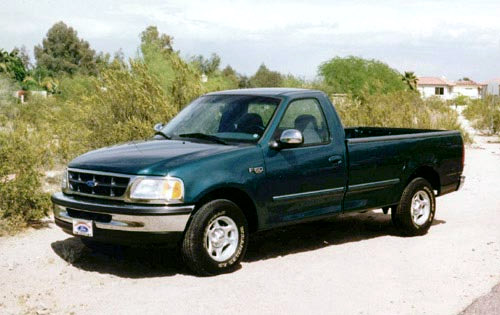
Найпопулярніший пікап у США: модель Ford F-150 з 1997 р.

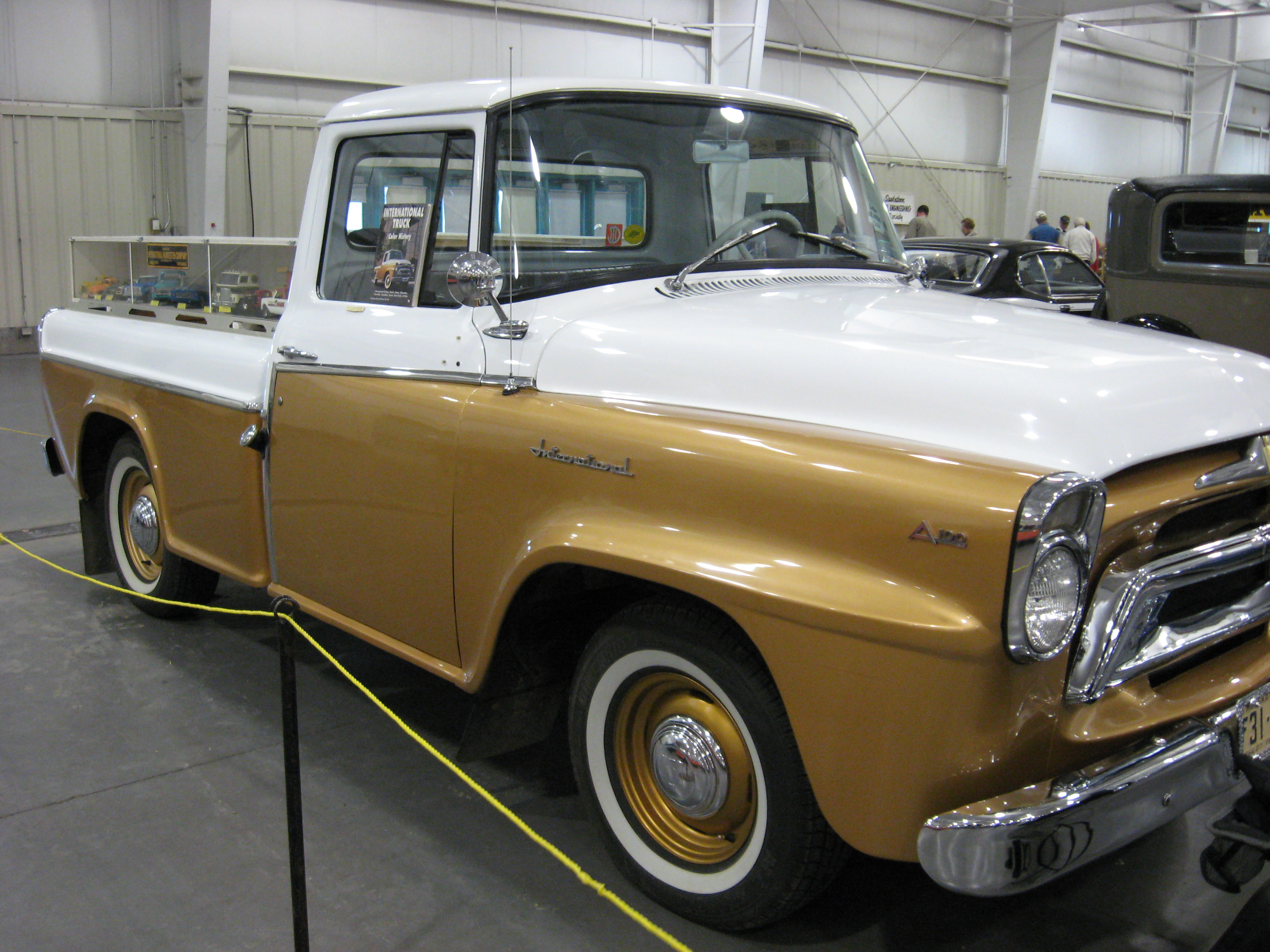
1956 International

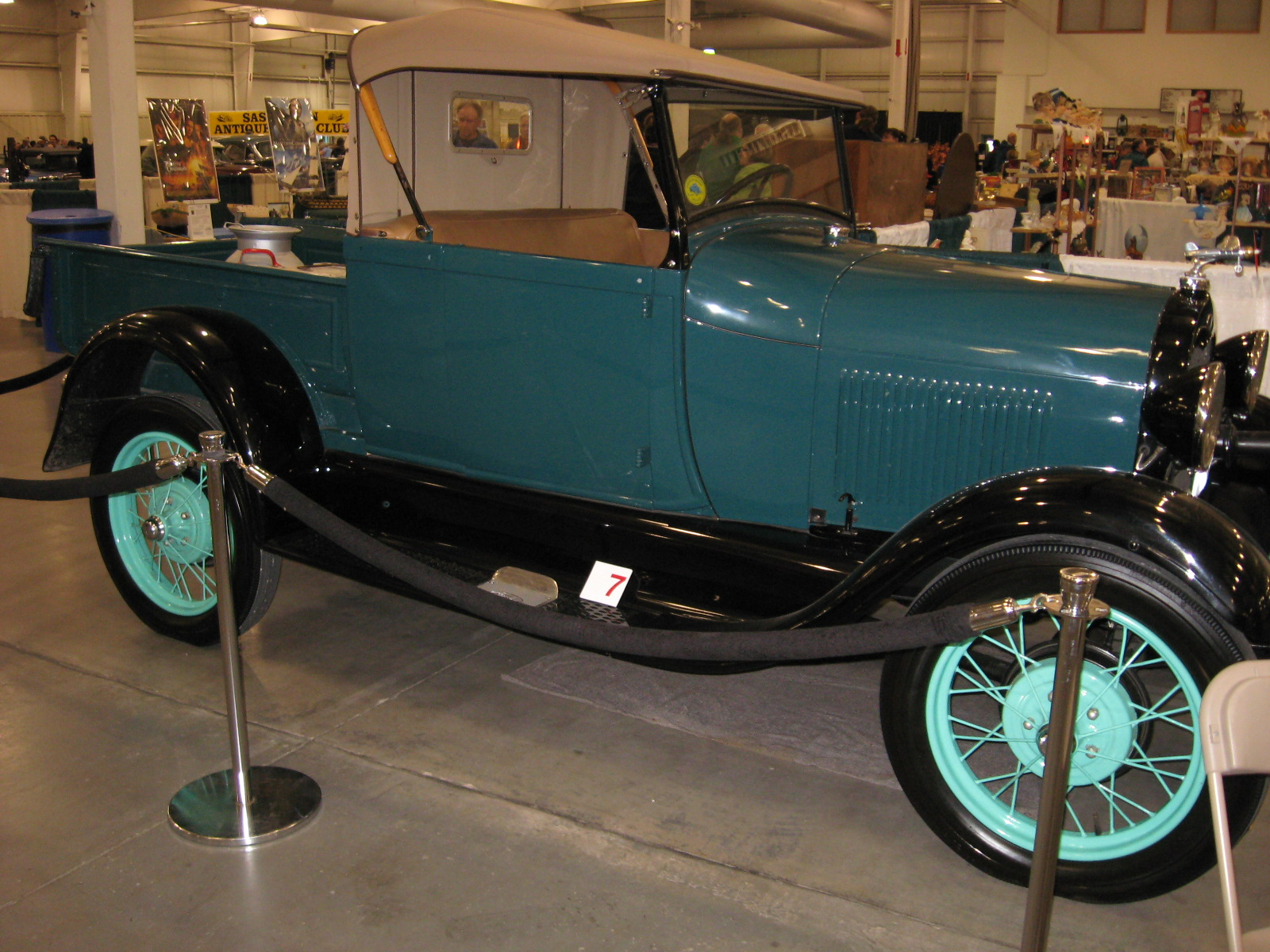
1928 Ford roadster pickup

На початку автомобілебудування транспортні засоби продавалися лише як шасі, а треті сторони додавали кузови зверху. У 1902 році компанію Rapid Motor Vehicle Company заснували Макс Грабовскі та Морріс Грабовскі, які виготовляли вантажівки вантажопідйомністю одну тонну в Понтіаці, штат Мічиган. У 1913 році Galion Allsteel Body Company, один з перших розробників пікапів і самоскидів, побудував і встановив транспортні коробки на дещо модифікованому шасі Ford Model T, а з 1917 року на Ford Model TT. Прагнучи отримати частину цієї частки ринку, Dodge представив 3/4-тонний пікап із кабіною та кузовом, повністю виготовленими з дерева, у 1924 році. У 1925 році Ford випустив модель T на основі моделі T, сталевий кузов, півтонни та регульований двері багажника та міцні задні пружини. Оголошений як "Ford Model T Runabout with Pickup Body", він був проданий за 281 долар США; побудовано 34 тис. У 1928 році його замінив Ford Model A, який мав закриту кабіну, вітрове скло з безпечним склом, бічні вікна, що відкидаються, і тришвидкісну коробку передач.
У 1931 році GM представила легкі пікапи для GMC і Chevrolet, орієнтовані на приватну власність. Ці пікапи створені на базі Chevrolet Master. У 1940 році GM представив спеціальну платформу для легких вантажівок, окрему від легкових автомобілів, яку GM назвав серією AK. Ford North America продовжував пропонувати пікап у стилі кузова Ford Model V8-51, а австралійський підрозділ Ford випустив перший австралійський «ute» у 1932 році. У 1940 році Ford запропонував спеціальну платформу для легких вантажівок під назвою Ford F-100, яку потім оновили. платформа після Другої світової війни до Ford F-Series у 1948 році.
Спочатку Dodge взяла на себе виробництво більш важких вантажівок від Graham-Paige, тоді як компанія виробляла власні легкі (пікапи) вантажівки, спочатку на досить міцних рамах легкових автомобілів. Але після переходу на спеціальні спеціалізовані рами вантажівок у 1936 році Dodge/Fargo випустив широкий асортимент власних вантажівок на 1939 рік, які продавалися як вантажівки «Job Rated». Ці вантажівки в стилі арт-деко знову почали використовувати після Другої світової війни.
International Harvester пропонував International K & KB series, які продавалися для будівництва та сільського господарства та не мали сильної присутності в роздрібній торгівлі, а Studebaker також виготовляв M — вантажівка серії. На початку Другої світової війни уряд Сполучених Штатів припинив виробництво приватних пікапів, і всі американські виробники виготовляли великі вантажівки для військових дій.
У 1950-х роках споживачі почали купувати пікапи заради стилю життя, а не з утилітарних міркувань. Були представлені подібні до легкових автомобілів вантажівки з гладкими боками та без крил, такі як Chevrolet Fleetside, Chevrolet El Camino, Dodge Sweptline, а в 1957 році спеціально побудований Ford Styleside. Пікапи почали оснащати елементами комфорту, такими як опції електроживлення та кондиціонер. У цей час пікапи з чотирма дверима, відомі як crew cab, почали ставати популярними. Ці пікапи були випущені в 1954 році в Японії з Toyota Stout, в 1957 в Японії з Datsun 220 і в 1957 в Америці з International Travelette. Невдовзі з'явилися й інші виробники, у тому числі Hino Briska у 1962 році, Dodge у 1963 році, Ford у 1965 році та General Motors у 1973 році.
Перші розвізні пікапи з невеликою платформою для перевезення вантажів на базі легкових моделей з'явилися на початку XX століття, а в другій половині 1910-х років найбільші американські автофірми «Ford», «Dodge» і «Chevrolet» розвернули їхнє масове конвеєрне складання.
В даний час умовно існують дві основні конструкторські школи «пікапобудівництва»: європейсько-австралійська, така, що припускає створення пікапа на базі звичайної легкової моделі з несним кузовом, — і американо-азійська, в якій пікап заснований на міцному рамному шасі, часто уніфікованому з повноприводними позашляховиками (SUV). Відповідно, в першому випадку кабіна пікапа є просто передньою частиною салону легкового автомобіля, а основа підлоги однобортової платформи посилена додатковими елементами або змонтована на привареній до лонжеронів кабіни напіврамі; у другому випадку використовується передня частина кузова позашляховика (SUV).
До середини 1980-х років XX століття пікапи у всьому світі вважалися виключно утилітарним комерційним транспортом, але пізніше моделі, що випускалися «великою трійкою», стали популярними у Північній Америці завдяки відносній дешевизні (порівняно з легковими автомобілями), просторості кабін і наявності могутніх бензинових двигунів типу V8 і V10. Це привело до зсуву попиту у бік цих автомобілів і появи в цьому сегменті нових брендів, включаючи навіть такі престижні, як «Cadillac» і «Lincoln».
Проте до середини 2000-х років на північноамериканському ринку у зв'язку зі зростанням цін на паливо, частково спровокованим надлишком дуже ненажерливих машин в американському парку, спостерігається деяке падіння інтересу до особливо могутніх моделей пікапів, що примусило «велику трійку» та американські філіали японських компаній (наприклад «Toyota») активніше просувати пікапи з гібридними силовими установками (Двигун внутрішнього згорання + електромотор з акумуляторами). Водночас компактніші пікапи азійського і європейського виробництва оснащують переважно економічними дизельними двигунами.
Пікапи легко завантажувати та розвантажувати. Особливо популярні вони в сільській місцевості, де їх використовують для перевезення різних сільськогосподарських вантажів або інструментів.
Пікапи часто мають таке ж шасі, що й фургони. Зазвичай пікапи мають такі ж розміри, як і звичайні автомобілі. Зазвичай ви можете керувати пікапом, маючи ті самі водійські права, що й звичайний автомобіль, але для важких пікапів можуть знадобитися права легкої вантажівки. Найменші пікапи виготовляють із скутерів шляхом заміни заднього сидіння та заднього колеса віссю та вантажним кузовом, а деякі мають лише три колеса.
Пікап можна перетворити на імпровізовану військову машину, встановивши на вантажну платформу кулемет або легку гармату. Такі машини називають «техніками», особливо популярні вони в Африці. Пікапи вважаються одними з найнадійніших і найпопулярніших автомобілів у США завдяки своїй функціональності та гарній відповідності клімату чи ландшафту.

## Типи пікапів

### Легкові пікапи

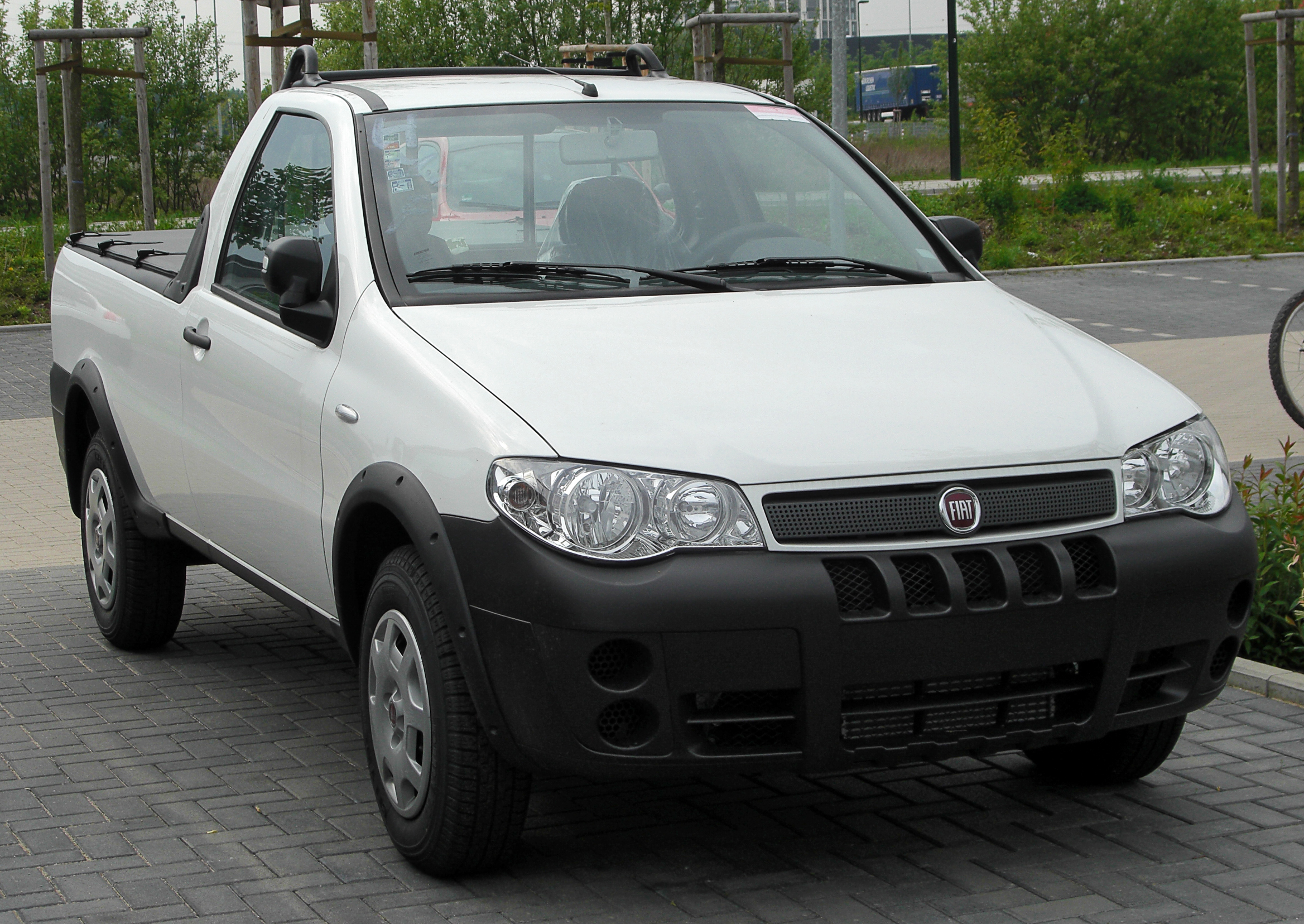
Fiat Strada

Включає такі моделі, як:
- Chevrolet El Camino
- Chevrolet SSR
- Holden Crewman
- Holden Ute
- Dacia Logan Pick-Up
- Subaru Baja

### Компактні пікапи

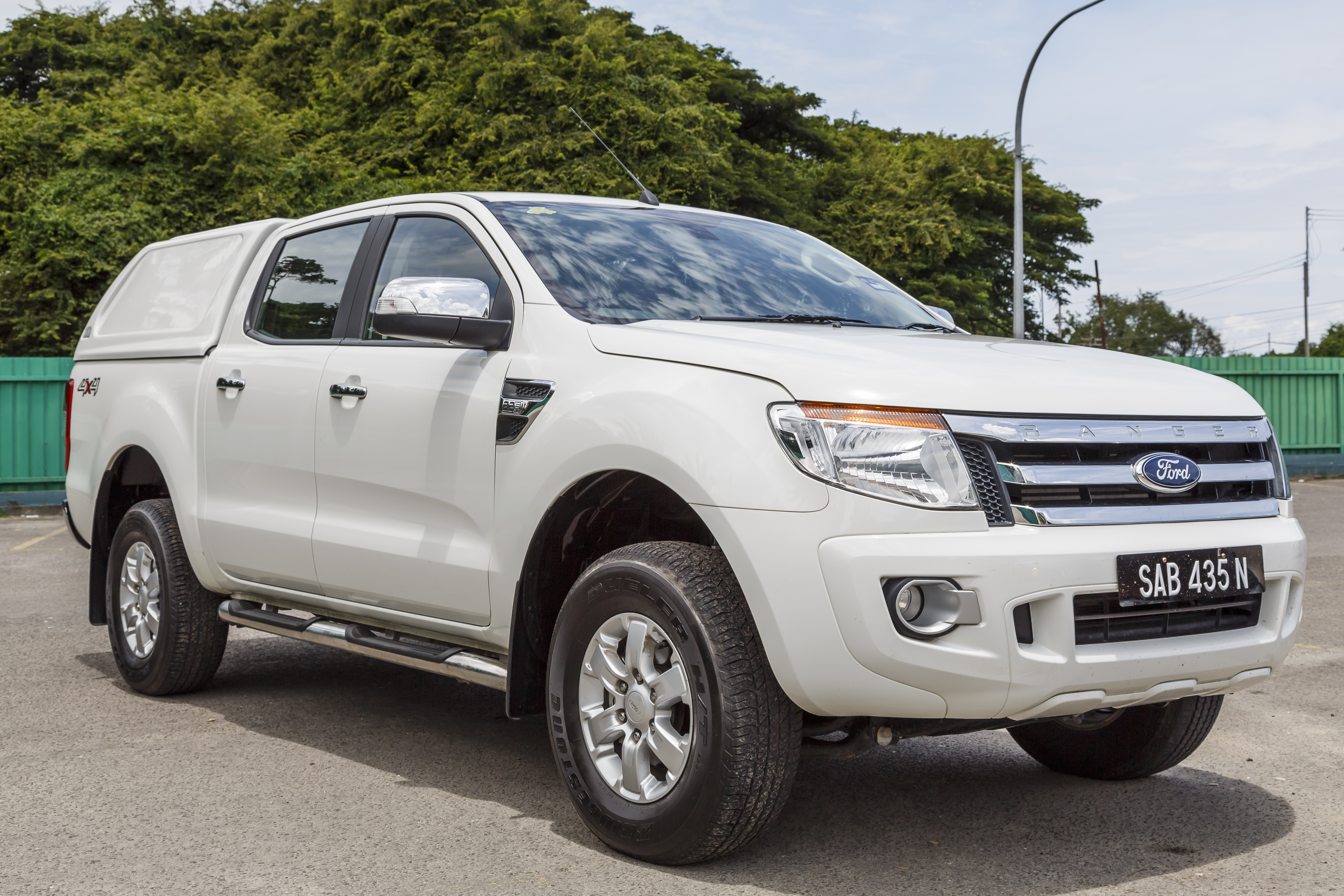
Ford Ranger

Включає такі моделі, як:
- Great Wall Deer
- Ford Ranger
- Isuzu D-Max
- Mazda BT-50
- Mitsubishi L200
- Toyota Hilux

### Середньорозмірні пікапи

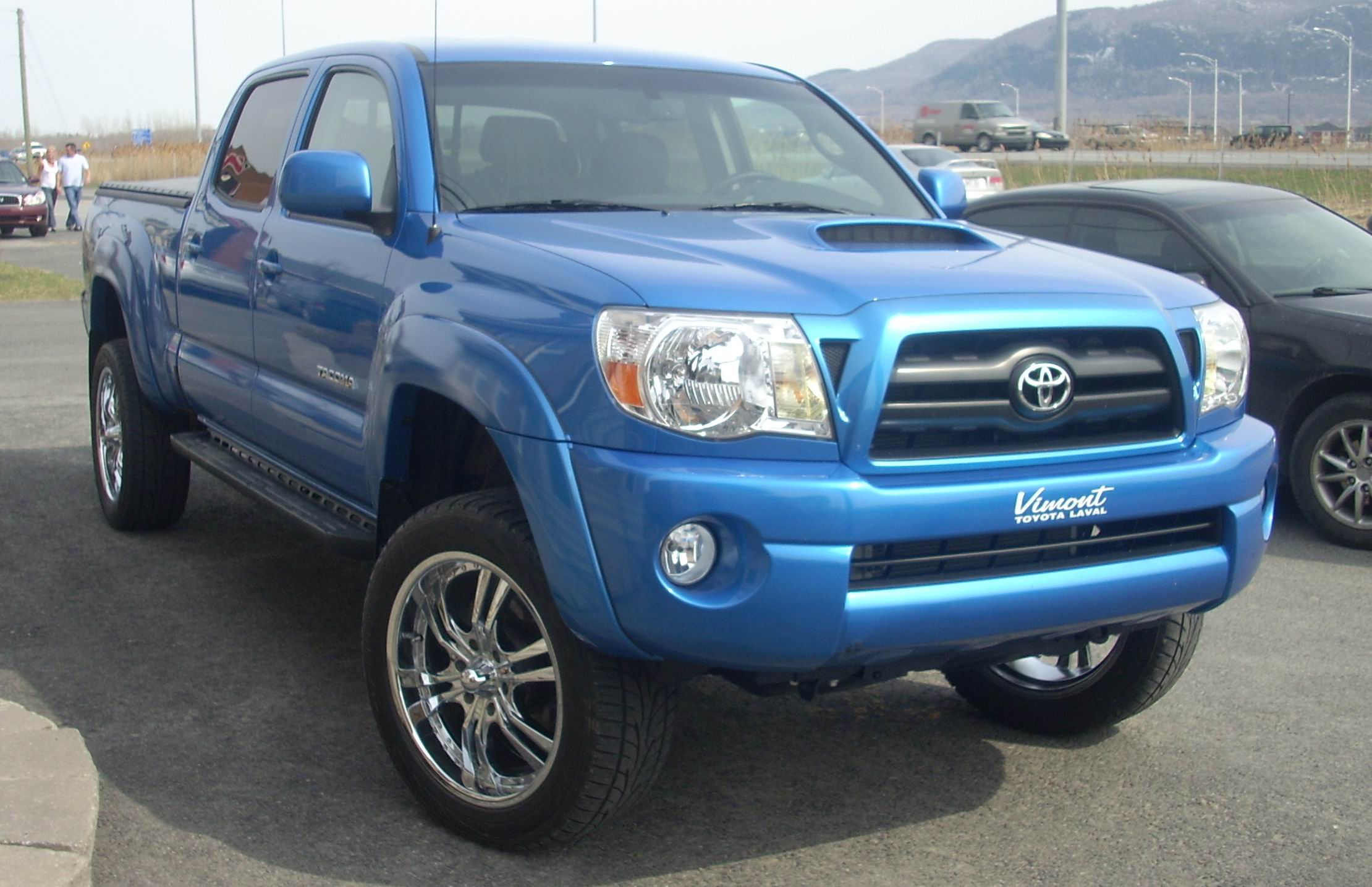
Toyota Tacoma

Включає такі моделі, як:
- Chevrolet Colorado
- Dodge Dakota
- GMC Canyon
- Honda Ridgeline
- Mitsubishi Raider
- Nissan Navara/Frontier
- SsangYong Actyon Sports
- Suzuki Equator
- Toyota Tacoma
- Volkswagen Amarok
- УАЗ Патріот Пікап

### Повнорозмірні пікапи (King Size)
Повнорозмірні пікапи, розділяють на дві осноних категорії:

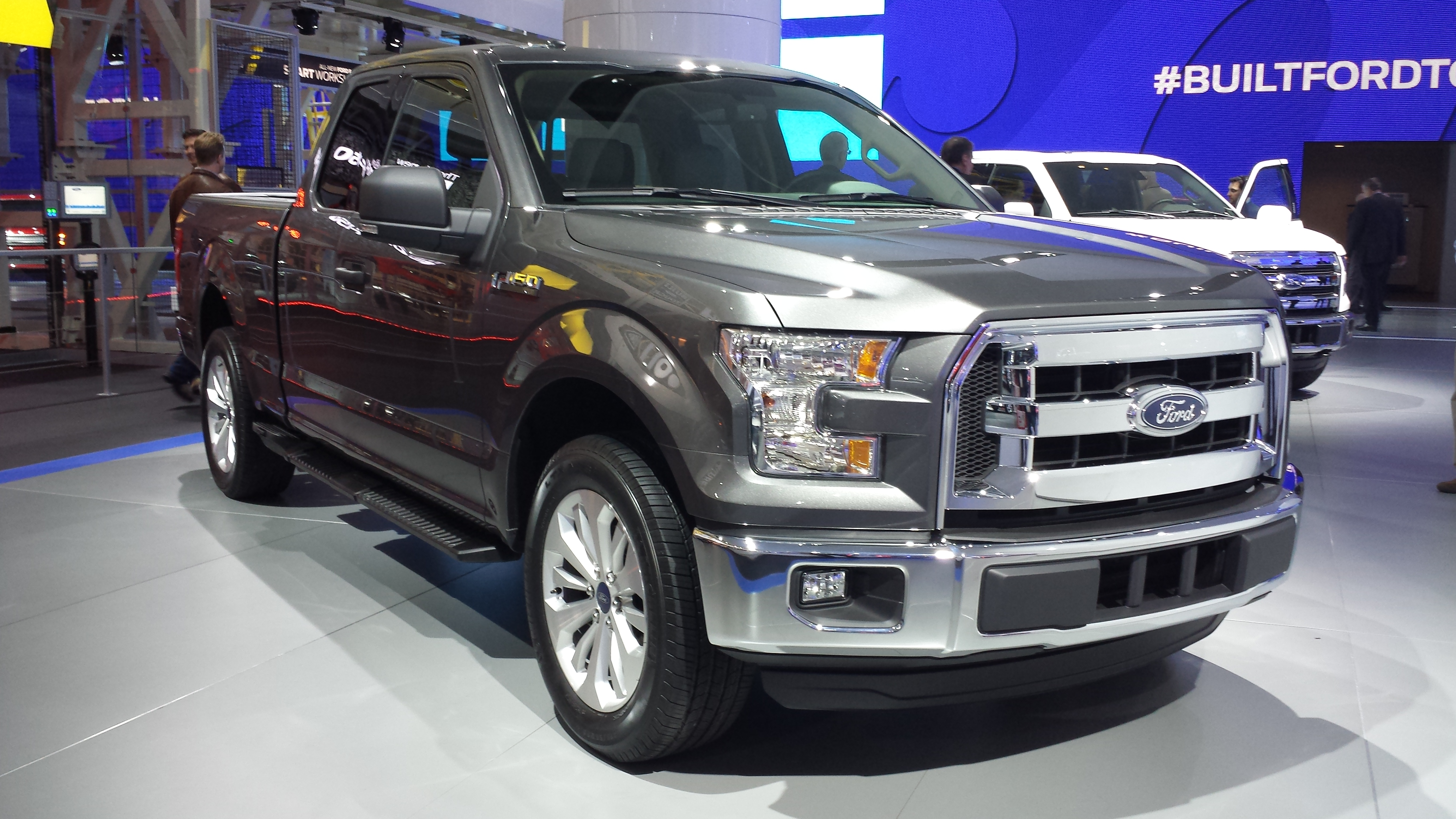
Ford F-150

1-а категорія — легкі версії, позначаються 1500 (150) і здатні приймати вантаж 500–1200 кг Мають повну масу менше 3500 кг і зараховуються до легкових. У наш час[коли?] машини цього класу оснащуються виключно бензиновими двигунами об'ємом 4–6 літрів.

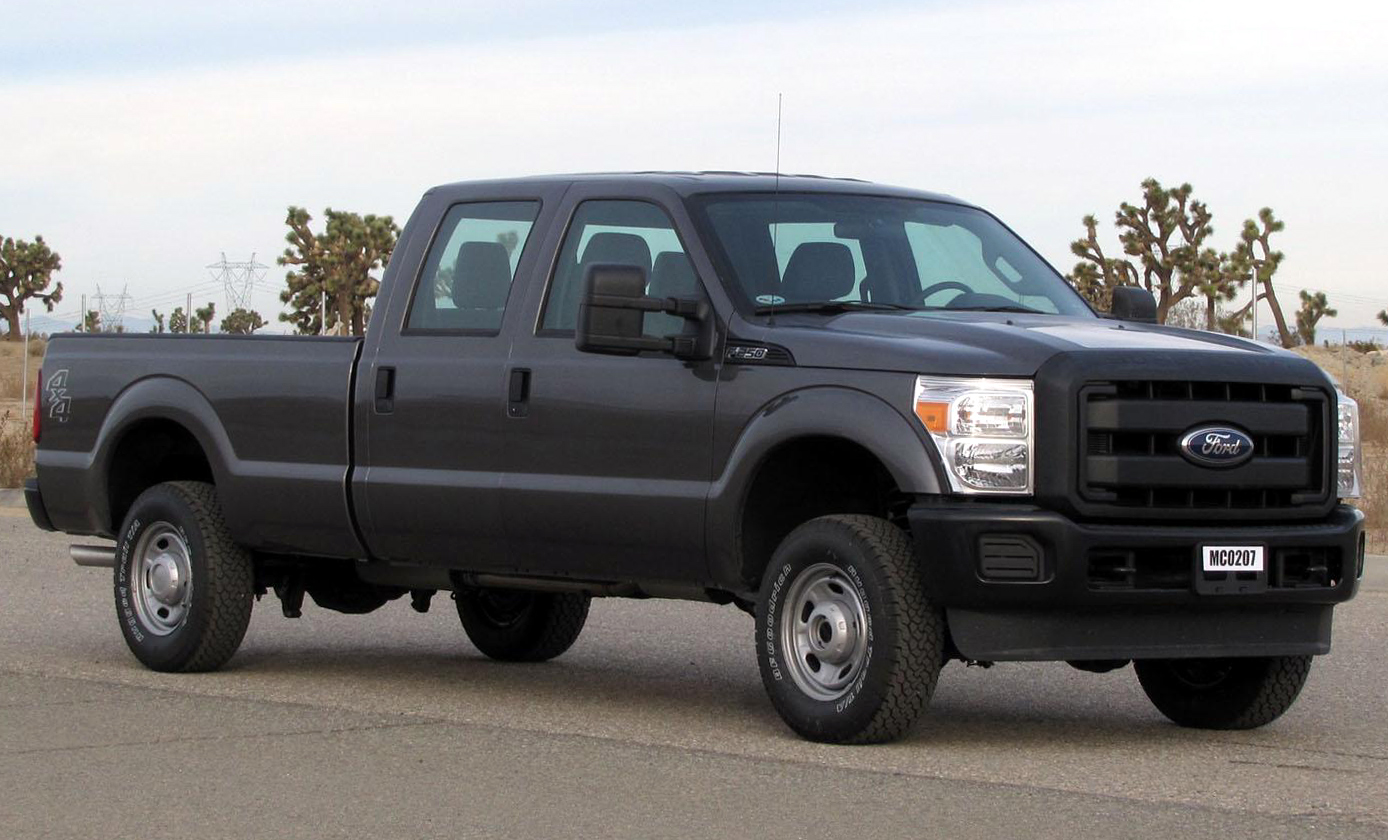
Ford F-250 Super Duty

- Cadillac Escalade EXT
- Chevrolet Silverado 1500
- GMC Sierra 1500
- Dodge Ram 1500
- Ford F-150
- Lincoln Mark LT
- Nissan Titan
- Toyota Tundra

2-а категорія — важкі версії, позначаються 2500 (250) — 4500 (450). Це вже легкі вантажівки, повна маса перевалює за 3500 кг. Призначаються для перевезення в кузові 1100–2700 кг і транспортування важких причепів повною масою 6–11 тонн. Машини оснащуються як бензиновими двигунами об'ємом 5,4–6,8 літрів, так і дизельними об'ємом 5,9–7,3 літра.
- Chevrolet Silverado 2500/3500
- GMC Sierra 2500/3500
- Dodge Ram 2500/3500
- Ford F-250/F-350/F-450 Super Duty

### Гіганти
У 2004 році компанія International представила найбільший у світі пікап — International CXT. Машина була створена на базі средньотонажної вантажівки (Medium Truck) International 7300, допустимою повною масою в 20 тонн.
- Габарити Д/Ш/В — 6550/2438/2750 мм
- Колісна база — 4540 мм
- Маса автомобіля — 6,6 т
- Вантажність — 5,5 т
- Допустима маса причепа — 17,5 т
- Двигуни — Рядні дизельні 6-ти циліндрові об'ємом 7,6 і 9,3 літра, потужністю 245–310 к.с.
- Автоматична 5-ти ступінчаста коробка Allison 2500HD
- Повний привід
- Ціна в Америці — 93–115 тисяч доларів

І нарешті, компактніша, позашляхова модель International MXT, її допрацьована і броньована версія MXT-MV, була високо оцінена Пентагоном і незабаром має замінити в американській армії, звичні «Хаммери» (HMMWV).
International MXT
- Габарити Д/Ш/В — 6300/2438/2286 мм
- Дорожній просвіт — 300 мм
- Маса машини — 4,8 т
- Вантажність — 1,8 т
- Допустима маса причепа — 7 т
- Двигун — International VT365 Дизельний V8, об'ємом 6 літрів, потужністю 300 к.с. і моментом 720 Нм
- Автоматична 5-ти ступінчаста коробка Allison 2200 RDS
- Повний привід
- Колеса — Pro Comp 40x13.50 R20
- Ціна в Америці — 89,5–130 тисяч доларів

Природно, що після цього, не залишилися обділеними й інші виробники вантажівок. Були випущені пікапи-гіганти на базі Ford F-650, Freightliner M2, Chevrolet Kodiak, GMC TopKick. Останній, вже встиг засвітитися у фільмі «Трансформери» (трансформатори), в ролі одного з космічних роботів («Ironhide»).

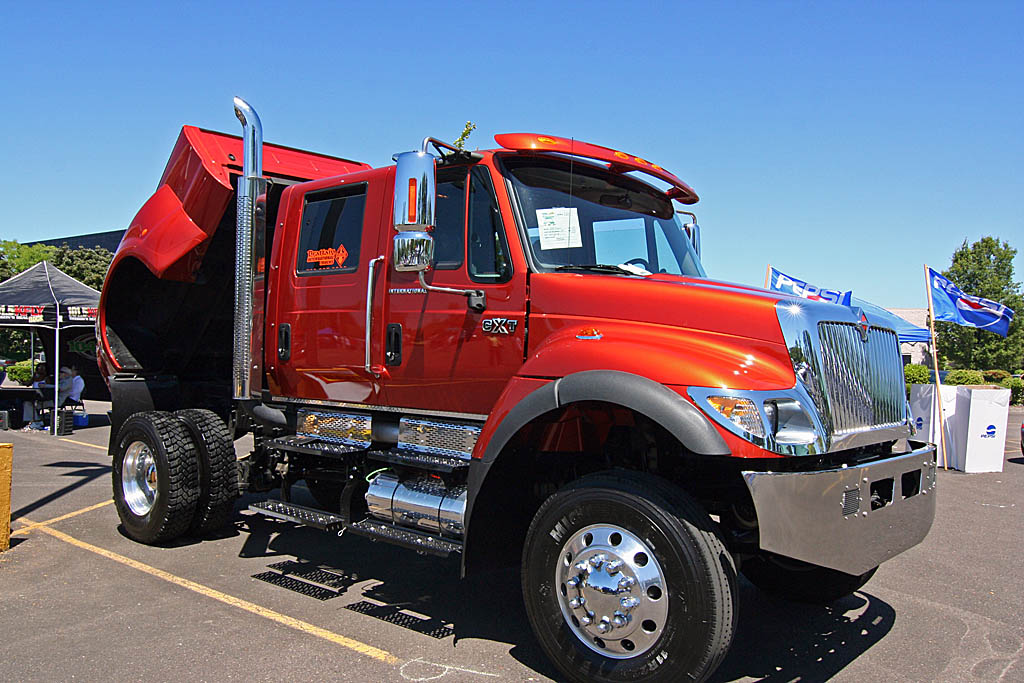
International CXT
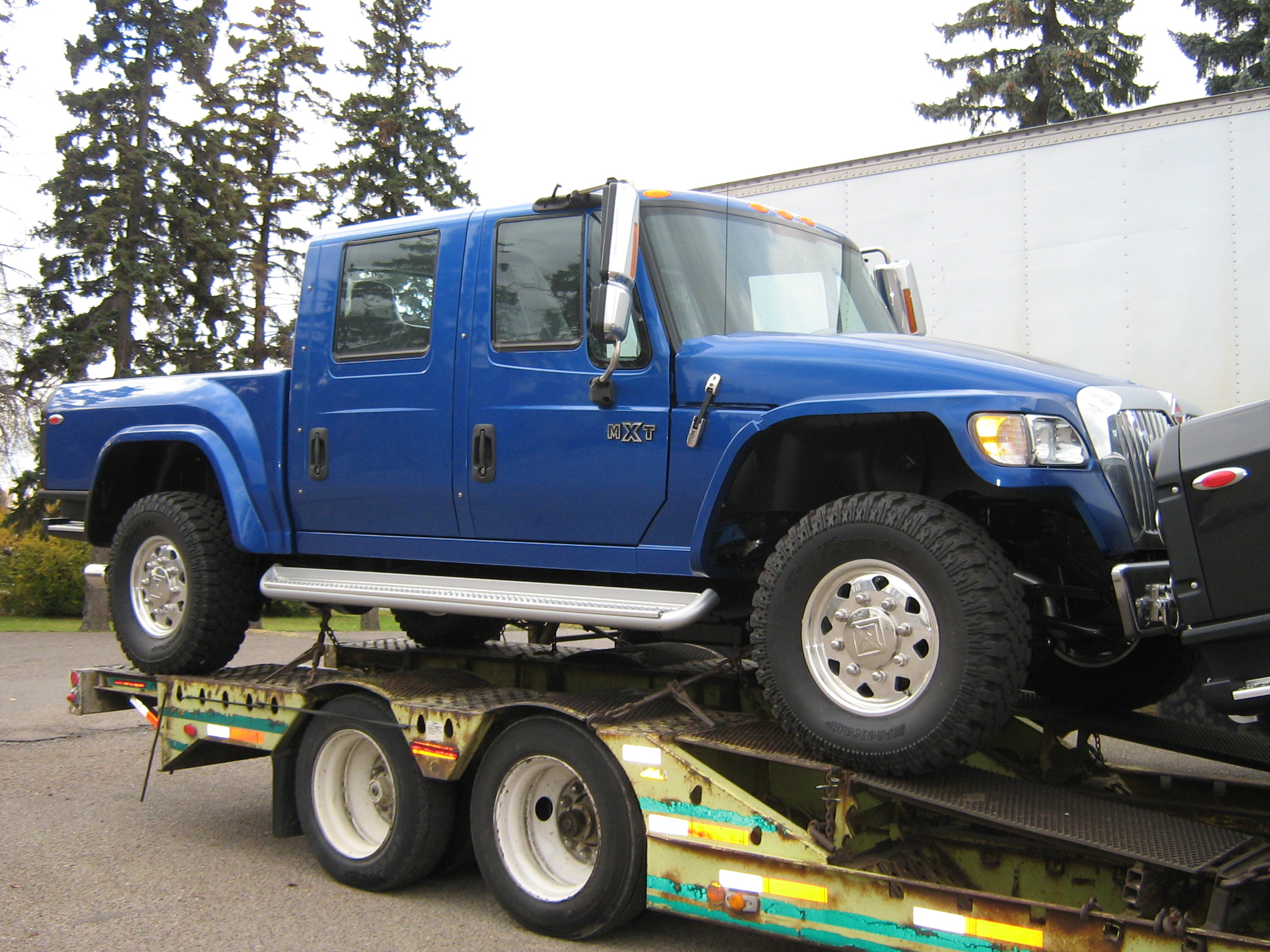
International MXT
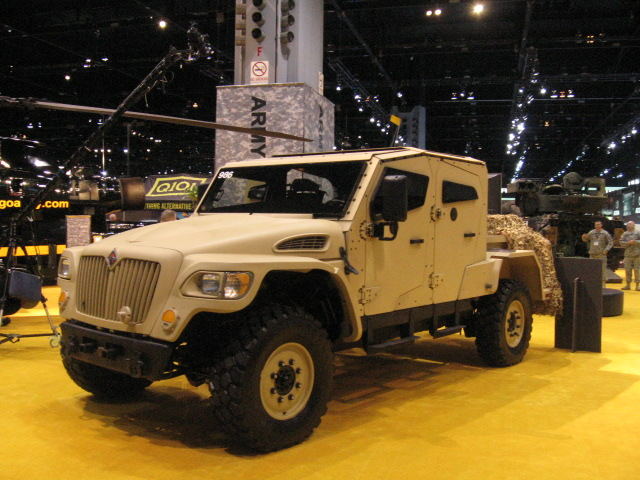
Броньований військовий пікап International MXT-MV
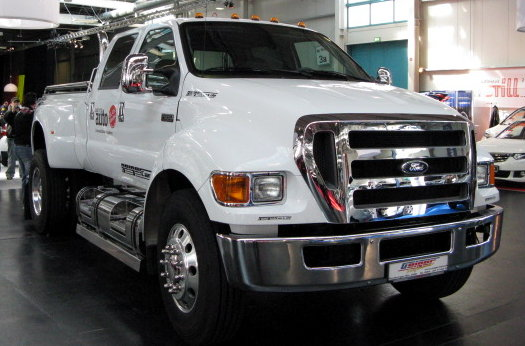
Ford F-650 2008 року
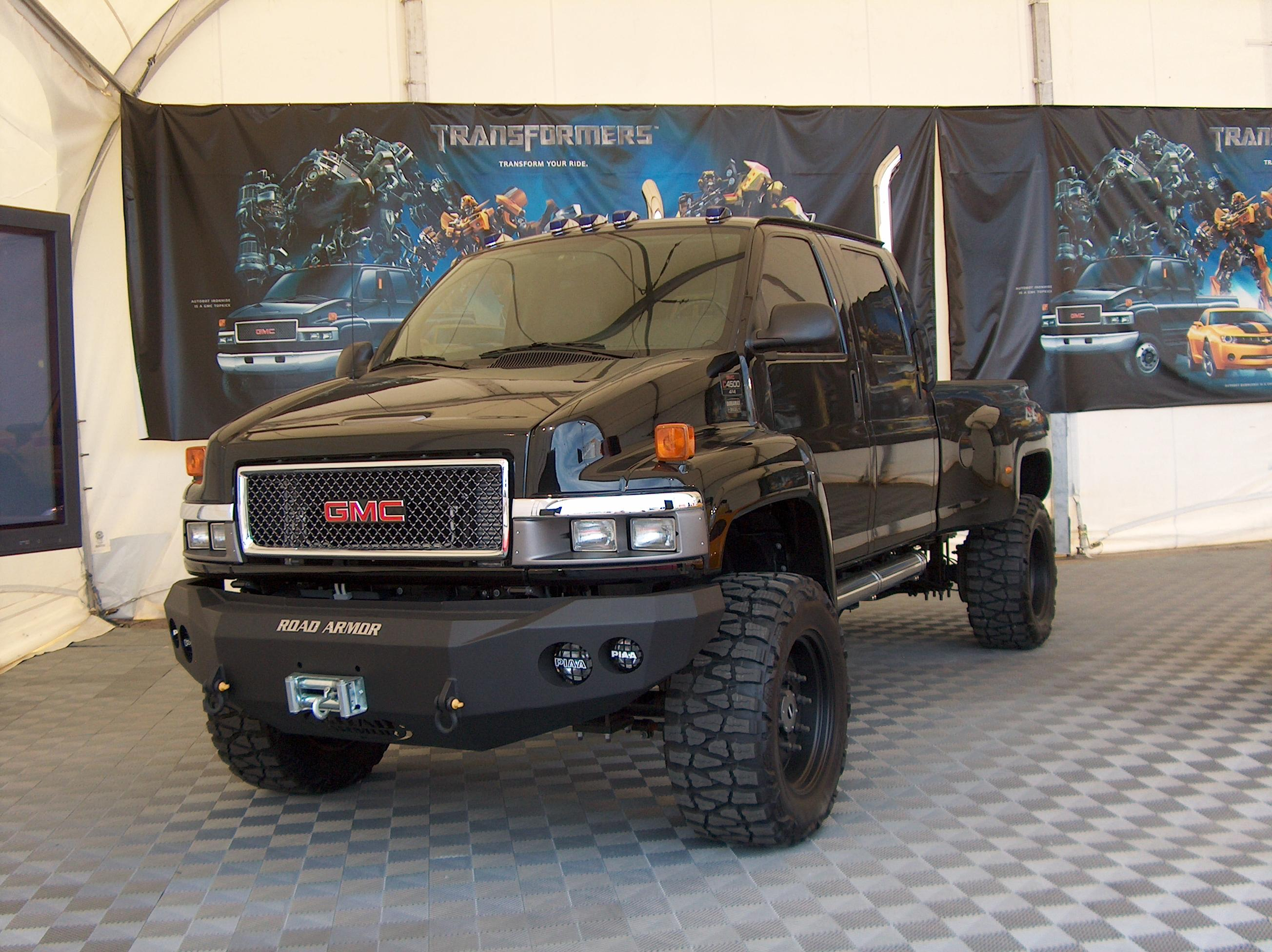
GMC TopKick